# Susskind-Hawking battle
De Susskind-Hawking battle, ook wel de black-hole war genoemd, is het debat tussen Leonard Susskind en Stephen Hawking over de vraag of informatie die in een zwart gat valt voor altijd is verdwenen of in de een of andere vorm blijft bestaan, zelfs als het zwarte gat na miljarden jaren verdampt is.
De strijd begon in 1981 tijdens een bijeenkomst in San Francisco van vooraanstaande theoretische fysici. Naast Susskind en Stephen Hawking waren ook Gerard 't Hooft en een aantal andere grote wetenschappers aanwezig. De bijeenkomst was belegd om enkele fundamentele eigenschappen van elementaire deeltjes te ontrafelen. Bij die gelegenheid stelde Stephen Hawking dat de informatie van een deeltje dat door een zwart gat wordt opgeslokt voor altijd verloren is als het zwarte gat verdampt.
Susskind is het daar niet mee eens, omdat het indruist tegen een zeer fundamenteel principe: behoud van informatie. Informatie kan veranderen, vervormd worden of in kleine bits uiteenvallen, maar kan nooit verdwijnen. In zijn boek The Black Hole War doet Susskind verslag van het debat dat meer dan 20 jaar duurt en dat uiteindelijk door Susskind wordt gewonnen.
Als informatie zou verdwijnen zou dit vergaande consequenties hebben: dit zou betekenen dat de kwantummechanica geen recht van bestaan meer had. De stelling van Hawking is een paradox: of de kwantummechanica of de relativiteitstheorie is onjuist. Tijdens de bijeenkomst in San Francisco kreeg Susskind weinig bijval, alleen 't Hooft was het met hem eens.

## Begrippen
In The Black Hole War komen diverse fundamentele begrippen uit de relativiteitstheorie en de kwantummechanica aan de orde zoals bijvoorbeeld:
- het equivalentieprincipe: dat zwaartekracht hetzelfde is als versnelling, het centrale thema in de algemene relativiteitstheorie.
- De Bekenstein-Hawking-straling. Het verschijnsel dat de temperatuur van een zwart gat omgekeerd evenredig is aan zijn massa.[2] Normale zwarte gaten hebben een temperatuur van 10−8 K, de massa van de zwarte gaten in de centra van sterrenstelsels is een miljard keer groter en deze hebben een temperatuur van 10−17 K, oftewel een miljard keer lager. Zwarte gaten ter grootte van de maan hebben een temperatuur van 1 K en die ter grootte van de planckmassa (10−8 kg) hebben een temperatuur van 1032 K. Omdat zwarte gaten temperatuur hebben geven ze warmtestraling af en verdampen ze.
- D-Branen een oppervlakte in de ruimte waar strings aan vast kunnen zitten. Hiermee kunnen gluonen, die quarks met elkaar verbinden beschreven worden.
- Anti De Sitter ruimte (ADS). Dit is een ruimte-tijd continuüm dat negatief is gekromd: de som van de hoeken van een driehoek is kleiner dan 180 graden.
- Het holografisch principe. Dit principe stelt dat alle informatie in een ruimte vastligt in de grens van die ruimte.
- Eigenschappen van zwarte gaten en wat er gebeurt als iets de waarnemingshorizon van een zwart gat passeert.

Dat laatste is de opmaat van de eerste stap in Susskinds betoog: wat gebeurt er bij het passeren van de waarnemingshorizon van een zwart gat? "Dat hangt af van de positie van de waarnemer", stelt hij. Of je bent ver buiten het zwarte gat en dan zie je de astronaut in een vuurzee die horizon passeren, of je bent de astronaut zelf, die de waarnemingshorizon probleemloos passeert op weg naar de singulariteit, het middelpunt van het zwarte gat. Hij illustreert dit aan de hand van een sprookje dat ruim 8 miljard jaar in de toekomst speelt. Daarin wordt ene Steve, die niet in de anti-zwaartekrachtpillen van de koning gelooft, veroordeeld tot een reis naar het binnenste van een zwart gat. De koning en zijn onderdanen zien Steve aan de waarnemingshorizon in de hitte ten onder gaan. Steve zelf merkt er weinig van en passeert ongehinderd het punt vanwaar niemand kan terugkeren.

### Black-hole-complementariteit
Afhankelijk van de waarnemingspositie kan de gebeurtenis dus verschillend worden beschreven: de astronaut die de waarnemingshorizon passeert merkt weinig, de buitenstaander ziet dat heftige processen plaatsvinden en zeer hoge temperaturen ontstaan. Susskind noemt dit verschil in beschrijven van de gebeurtenis de black-hole-complementariteit. Het begrip complementariteit speelt ook bij Niels Bohr en bij het onzekerheidsprincipe van Werner Heisenberg een belangrijke rol. Bij het onzekerheidsprincipe van Heisenberg kun je of de snelheid van een deeltje meten, of zijn positie, maar niet beide. Ook licht kun je beschouwen als een golfverschijnsel óf als een verzameling van deeltjes, maar niet allebei tegelijkertijd.

### Holografisch principe
Naast black-hole-complementariteit introduceert Susskind het begrip 'holografisch principe', om te beschrijven waar de informatie in het zwarte gat zich bevindt en hoe deze is opgeslagen. Hij komt op dit idee tijdens een bezoek aan 't Hooft in Utrecht. De rand van het zwarte gat kan mathematisch beschreven worden als een hologram, waar alle informatie van dat zwarte gat in is opgeslagen. Niet alleen zwarte gaten, maar zelfs de rand van het hele universum kan als hologram worden opgevat. De hoeveelheid informatie die het kan bevatten is één bit per planckoppervlakte (een planckeenheid is 10−35 m).
Voortbordurend op een artikel van 't Hooft schrijft Susskind een artikel onder de titel "The World as a Hologram", waarin hij de wiskundige grondslagen van zijn idee uiteenzet.
In de jaren 90 lukte het Cumrun Vafa om met behulp van de wiskunde van de snaartheorie een model te construeren om een zwart gat te beschrijven, waarin de informatie niet verdwijnt, maar aan de waarnemingshorizon blijft bestaan. Het model gebruikt begrippen als D-Branes en de Anti De Sitter-ruimte. De beschrijving van een zwart gat met behulp van een Anti De Sitterruimte geeft een beschrijving van een zwart gat met één uitzondering: het zwarte gat verdampt niet. De fotonen aan de waarnemingshorizon vallen terug naar het zwarte gat, waardoor dit soort zwart gat niet verdampt.

## Ontknoping
De ontknoping van het debat begint in 1998 met een artikel van Juan Maldacena. Hij beschrijft hierin, met behulp van D-branen en strings de werking van gluonen. Het opmerkelijke is dat hij deze fysische verschijnselen beschrijft in een 4+1 dimensionale Anti De Sitterruimte (4 ruimtelijke plus 1 tijdsdimensie), terwijl de gewone kwantummechanica (kwantumchromodynamica) ze in een 3 dimensionale ruimte beschrijft zonder zwaartekracht. Het op twee manieren beschrijven van dezelfde fysische verschijnselen wordt in de natuurkunde dualiteit genoemd, zoals bijvoorbeeld het feit dat licht als golfverschijnsel of als deeltjes (fotonen) kan worden beschreven. Het bijzondere aan het artikel van Maldacena is dat dezelfde verschijnselen in een verschillend aantal dimensies beschreven kunnen worden.
Een paar maanden na het verschijnen van het artikel van Maldacena volgt een artikel van Edward Witten onder de titel "Anti De Sitter Space and Holography". Hierin wordt een zwart gat in tweedimensionale wiskundige termen beschreven als de grens van een driedimensionale ADS. De inhoud, en dus de informatie, van deze ruimte kan beschreven worden als een hologram aan de rand van die ruimte. Een zwart gat komt in feite neer op een hete soep van elementaire deeltjes, voornamelijk gluonen.
Met het verschijnen van deze artikelen kwam na ruim twintig jaar een eind aan de Black Hole War. Susskind schrijft in zijn boek dat Maldacena en Witten zonder enige spoor van twijfel aantonen dat informatie achter de waarnemingshorizon nooit verloren gaat.
In 2005 verscheen een artikel van Hawking waarin hij stelde dat informatie die in een zwart gat terechtkwam, niet verdween als het zwarte gat was verdampt.